# Antona nigrobasalis
Antona nigrobasalis är en fjärilsart som beskrevs av Rothschild 1912. Antona nigrobasalis ingår i släktet Antona och familjen björnspinnare. Inga underarter finns listade i Catalogue of Life.